# Цирк Саламонского

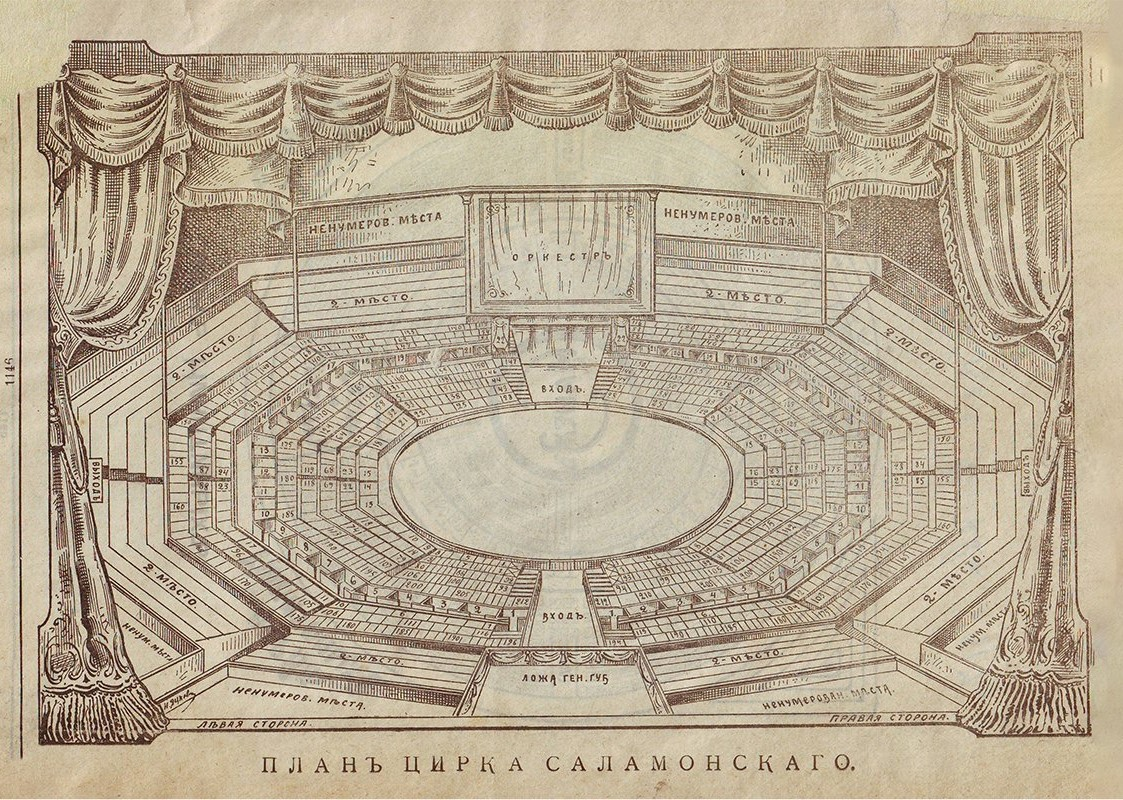
План зрительного зала цирка Саламонского в Москве. 1910-е года.

Цирк Саламонского — один из самых известных цирков в Москве, открытый в 1880 г. иностранцем Альбертом Саламонским (1839—1913).

## История
Альберт Саламонский вырос в семье цирковых артистов, его отец был наездником. Первое выступление Альберта произошло в Берлине в 1862 г., после него Саламонского ждал успех. В 1870-е гг. он приехал в Россию, чтобы открыть свой собственный цирк. Ему это удалось: сначала в Одессе в 1879, потом в 1880 году — в Москве.

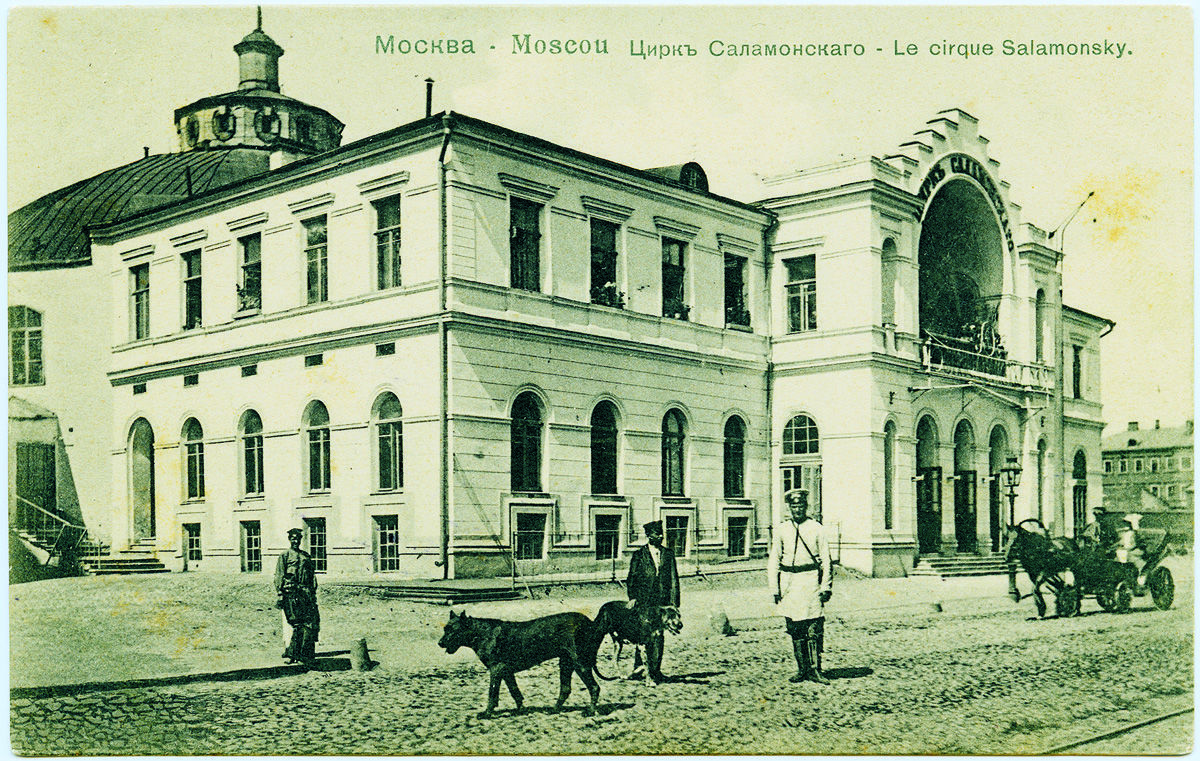
Москва. Цирк Саламонского на Цветном бульваре. Открытка 1900-х гг.

Новый каменный цирк (построенный по проекту архитектора А. Е. Вебера в кредит на деньги купца Данилова) начал работу в октябре 1880 г. на Цветном бульваре. В цирке были места в партере для состоятельных граждан, а также деревянные скамьи и стоячие места с самыми дешевыми билетами. В цирке выступали жонглеры, наездники, клоуны, гимнасты, дрессированные лошади. Саламонский также выступал перед зрителями с лошадьми, которые были изначально основным номером. Цирк стал невероятно популярным развлечением среди московского купечества. Цирк Саламонского ни в чём не уступал известному петербургскому цирку Чинизелли. Саламонский подбирал программу так, чтобы номера были разнообразными, выполнены мастерски, чтобы зрителя всегда ждали новинки.
С 1887 года в нём начал выступать Владимир Дуров. С 1895 года в цирке появились воскресные детские программы. Кроме цирковых представлений, цирк использовался для показа панорам, в частности, там была показана панорама «Голгофа» Яна Стыки, которую увидели Лев Толстой и Павел Флоренский.
Саламонский почувствовал серьёзную конкуренцию со стороны братьев Никитиных, которые открыли свой цирк в соседнем здании. Цирк братьев Никитиных был более демократичным и быстро завоевал популярность у жителей Москвы. Саламонский попытался устранить конкурентов, выкупив у них здание и подписав договор, предполагающий их отъезд из Москвы. Однако позже братья снова вернулись в Москву и открыли свой цирк в 1911 г. К этому времени цирком Саламонского уже управляла его жена — Лина Шварц, которая также была цирковой артисткой в прошлом.
В 1919 г. частный цирк Саламонского был национализирован и переименован в 1-й Госцирк.